# 본 콜렉터
《본 콜렉터》(영어: The Bone Collector)는 미국에서 제작된 필립 노이스 감독의 1999년 범죄 스릴러 영화이다. 덴절 워싱턴, 앤젤리나 졸리 등이 출연하였고, 마틴 브레그먼, 마이클 브레그먼, 루이스 A. 스트롤러 등이 제작에 참여하였다.
이 영화는 엇갈린 평가를 받았으며, 4,800만-7,300만 달러 예산에 1억 5,150만 달러의 흥행 수익을 거둬들였다.

## 줄거리
1998년 뉴욕시. 법의학 전문가 링컨 라임은 사고로 인해 목 아래가 마비되어 침대에 누운 채 생활하고 있다. 신입 순경 아멜리아 도너기는 순찰 중 남북전쟁 시대의 철도 유적지에서 훼손된 시신을 발견한다. 도너기의 보디캠을 통해 실시간으로 영상을 전달받은 라임은 침대에서 사건 현장을 지휘한다. 시신 주변에서 발견된 단서들을 분석한 라임은 이 범행 현장이 조작된 것이라고 판단한다. 도너기의 뛰어난 관찰력과 직감을 높이 평가한 라임은 그녀와 팀을 이뤄 수사에 착수한다.
범인은 택시기사로 위장해, 수사팀이 본격적으로 움직이기 전에 부부 앨런과 린지 루빈을 납치한다. 도너기는 철도역에서 앨런의 시신을 발견하고, 린지가 여전히 생존해 증기 배관이 있는 장소에 묶여 있다는 사실을 알게 된다. 철도 유적지에서 발견된 단서들 중 찢어진 종이 조각 등을 토대로 라임은 린지의 위치를 추적한다. 수사팀은 현장에 도착하지만 린지는 뜨거운 증기에 의해 사망한 뒤였다. 도너기는 린지의 시신 옆에서 뼛조각과 또 다른 종이 조각을 발견한다. 라임은 증거 확보를 위해 린지의 손을 절단하라고 지시하지만, 도너기는 이를 거부하고 자리를 떠난다.
이어지는 범행에서, 범인은 뉴욕대 학생을 납치해 폐허가 된 도축장에 가두고, 상처에서 피를 흘리게 해 쥐들이 몰려들게 한다. 도너기와 라임은 이전 사건 현장에서 얻은 단서를 이용해 학생의 시신이 있는 곳을 찾아내지만, 이미 쥐들에게 심하게 훼손된 상태였다. 또 한 조각의 종이와 뼛조각이 발견된다. 수사 압박과 더불어 라임과 도너기의 수사 개입을 반대하는 내부 관료들의 간섭은 라임의 건강과 정신에 큰 부담을 준다. 라임의 간호사인 델마는 도너기에게 라임이 스스로 생을 마감할 계획임을 털어놓는다. 발작으로 인해 식물인간이 될 것을 두려워하고 있기 때문이다.
범인이 남긴 종이 조각들을 조합한 결과, 그가 고전 범죄 소설 『본 콜렉터(The Bone Collector)』에서 범행을 모방하고 있다는 사실이 드러난다. 해당 소설의 내용은 다음 범행 장소로 도너기와 라임을 이끈다. 할아버지와 손녀가 밀물에 잠기는 부두에 묶여 있었고, 구조대가 도착해 손녀는 가까스로 목숨을 건지지만 할아버지는 끝내 숨진다. 이곳에서 도너기는 뼛조각, 오래된 경찰 배지 조각, 지하철 노선도를 발견한다. 이 단서들과 린지의 사망 현장에서 검출된 석면의 흔적은 이들을 버려진 지하철역으로 인도한다. 이곳의 전동차 외부 번호는 조작되어 있었으며, 라임의 경찰 배지 번호를 암시하고 있었다.
결국 범인은 라임의 집에 침입해 간호사 델마와 경찰서장 하워드 체니를 살해한다. 범인의 정체는 라임의 의료 장비를 관리해 온 기술자 리처드 톰슨으로 밝혀지는데, 그의 진짜 이름은 마커스 앤드루스다. 그는 과거 증거 조작 혐의로 유죄 판결을 받은 전직 법의학자였으며, 이 사건은 라임이 작성한 기사로 세상에 알려졌고, 그 결과 앤드루스는 투옥되었다. 그의 조작으로 인해 억울하게 수감된 여섯 명 중 한 명은 감옥에서 자살했고, 앤드루스는 교도소에서 학대를 받았다. 이에 대한 원한으로 앤드루스는 라임을 조롱하고 그의 능력을 시험하며 죽이기 위한 계획을 세운 것이다. 그러나 라임은 병상에서 그의 손을 눌러 부러뜨리고, 목을 물어뜯는 등 격렬히 저항한다. 결국 라임이 살해당할 위기에 처한 순간, 도너기가 도착해 앤드루스를 사살한다.
그 해 크리스마스, 라임은 더 이상 죽음을 선택하지 않기로 결심하고, 여동생과 조카, 도너기 및 동료들과 함께 따뜻한 시간을 보낸다.

## 출연진
- 덴절 워싱턴 - 링컨 라임 역
- 앤젤리나 졸리 - 어밀리아 도너히 역
- 퀸 라티파 - 셀마 역
- 에드 오닐 - 폴리 설리토 형사 역
- 마이클 루커 - 하워드 체이니 반장 역
- 마이크 맥글론 - 케니 솔로몬 형사 역
- 루이스 구스만 - 에디 오티즈 역
- 릴런드 오서 - 리처드 톰프슨/마커스 앤드루스 역
- 존 벤저민 히키 - 배리 리먼 의사 역
- 보비 캐너발리 - 스티브 역: 어밀리아의 남자친구.

## 기타 제작진
- 배역: 버나드 텔시, 데이비드 버카리
- 미술: 나이절 펠프스
- 의상: 오데트 가두리

## 우리말 녹음
MBC (2003년 3월 15일)
- 김관철 - 링컨 라임(덴절 워싱턴)
- 정남 - 어밀리아(앤젤리나 졸리)
- 이미자 - 셀마(퀸 라티파)
- 박조호 - 체이니 반장(마이클 루커)
- 김호성 - 리처드(마커스)(릴런드 오서) / 동료 형사(조너선 스타크)
- 이우신 - 에디(루이스 구스만)
- 이상훈 - 할아버지(프랭크 폰테인) / 남편(게리 스완슨)
- 최한 - 폴리(에드 오닐)
- 표영재 - 케니(마이크 맥글론)
- 문남숙 - 아내(올리비아 버클런드)
- 박신희 - 할아버지의 손녀(지나 그레이)
- 방성준 - 배리(존 벤저민 히키) / 서점 직원(아서 홀든)
- 이원찬 - 경찰(리처드 지먼)
- 정재헌 - 스티브(보비 캐너발리) / 경찰(데즈먼드 캠벨)